# Platycopia sarsi
Platycopia sarsi är en kräftdjursart som beskrevs av M. S. Wilson 1946. Platycopia sarsi ingår i släktet Platycopia och familjen Platycopiidae. Inga underarter finns listade i Catalogue of Life.